# Gëzim Kame
Gëzim Kame (ur. 7 listopada 1947 w Tiranie) – albański aktor i reżyser.

## Życiorys
W 1969 ukończył studia aktorskie w Instytucie Sztuk w Tiranie. Po studiach pozostał w Instytucie, gdzie kierował katedrą dramatu. W 1994 rozpoczął współpracę z Teatrem Narodowym (alb. Teatri Kombëtar), wyreżyserował ponad 30 spektakli, wystawianych przez scenę narodową. W październiku 1997 został mianowanym jego dyrektorem, zastąpił Tonina Ujkę. W latach 1998–2000 były dyrektorem artystycznym przedsiębiorstwa Publimedia.
Na dużym zadebiutował w 1972, niewielką rolą w obrazie Ndërgjegja. Zagrał potem jeszcze w 4 filmach fabularnych.
W życiu prywatnym jest żonaty (w 1978 poślubił Antonelę), ma dwoje dzieci (córkę i syna).

## Role filmowe
- 1972: Ndërgjegja jako pomocnik mechanika
- 1978: Koncert në vitin 1936
- 1984: Nxënësit e klases sime jako zootechnik
- 1987: Binaret jako Koli
- 1987: Vrasje ne gjueti jako śledczy

## Filmy wyreżyserowane
- 1982: Shi në plazh
- 1995: Ishulli i çmendur